# Andes meander
Andes meander är en insektsart som först beskrevs av Walker 1851.  Andes meander ingår i släktet Andes och familjen kilstritar. Inga underarter finns listade i Catalogue of Life.